# Цодило
Цодило је место Светске баштине на листи УНЕСКО-а које се налази на северозападу Боцване. Увршћено је на листу 2001. године због свог јединственог верског и духовног значаја за локално становништво, као и јединствени доказ људског станишта током више миленијума. На стенама се налази око 4.500 слика на подручју од око 10 km² у пустињи Калахари.
Смештено је на четири брда. Највише је високо 1400 m. Четири брда се уобичајено зову „Мушкарац“, које је највише, „Жена“, „Дете“, а једно је безимено. 
Између два највиша брда постоји уређени камп. Налази се у близини најпознатијих слика на налазишту Лоренс ван дер Пост.
Ова брда имају велики културни и духовни значај за народ Бушмана у Калахарију. Верује се да су пећине и јаме на брду „Жена“ боравиште мртвих и богова који одатле владају светом. Најсветије место је у близини врха брда „Мушкарац“, за које се прича да је Првобитни Дух клекнуо и помолио се након стварања света. Бушмани верују да се још увек могу видети отисци колена Првобитног Духа у стени.
Највише слика на стени нађено је на брду „Жена“, а најчувенија су слике „Кит“, „Два носорога“ и „Лав“ на источној страни „Мушкарца“. Постоје и бројне друге слике, од којих се многе налазе на неприступачним местима, тако да се верује да све нису пронађене и описане.
Иако су недавно постављени путокази и знаци слике је тешко пронаћи без искусног водича.
До брда се може доћи добрим земљаним путем, а налазе се око 40 km од места Шакаве. Постоји и једно узлетиште.